# Центральный комитет КПК
Центра́льный Комите́т Коммунисти́ческой па́ртии Кита́я (ЦК КПК) (кит. трад. 中國共產黨中央委員會, упр. 中国共产党中央委员会, пиньинь Zhōngguó Gòngchǎndǎng Zhōngyāng Wěiyuánhuì, палл. Чжунго Гунчаньдан Чжунъян Вэйюаньхуэй; сокр. кит. упр. 中共中央, пиньинь Zhōnggòng Zhōngyāng, палл. Чжунгун Чжунъян) — высший руководящий орган Коммунистической партии Китая, формируемый Всекитайским съездом Коммунистической партии Китая. В промежутках между съездами проводит в жизнь решения съезда партии, руководит всей работой партии и представляет партию во внешних сношениях.
Собирающийся раз в пять лет съезд избирает центральный комитет (более 200 человек). Как отмечает политический обозреватель Дмитрий Косырев, на избрание туда "кандидатов больше, чем мест" — "кого-то не изберут. Более того, пройти в ЦК, но занять в списке последние места (по числу поданных голосов) тоже не очень хорошо, карьера может закатиться, такие случаи были".
На текущий момент, состоит из 204 членов ЦК и 172 кандидатов в члены ЦК. 
До 1927 года ЦК КПК носил название Центрального исполнительного комитета КПК (кит. 中央执行委员会).